# Luciano Galende
Luciano Galende (Rosario, 24 de febrero de 1970) es un presentador de televisión y periodista argentino.

## Biografía

### Comienzos
Luciano Galende comenzó a estudiar Medicina en Rosario, y a los 22 años decidió dedicarse a la comunicación.
En 1994 se graduó en la Universidad Nacional de Rosario de Licenciado en Comunicación Social.
En Rosario fue conductor de Filo, contrafilo y punta, un programa periodístico emitido por LT8, y director de la revista Notas del Centro de Estudios para la Política Exterior Argentina.

### Productor radial
Entonces decidió mudarse a Buenos Aires, donde se destacó como productor del programa Rompecabezas de Jorge Lanata, que ganó un premio Martín Fierro como mejor programa periodístico en FM.
Fue productor ejecutivo de Efecto dominó, conducido por Gabriela Cerruti y Sergio Ciancaglini.
En 1999 fue productor del programa "Cien años" que conducía Quique Pesoa en América TV los lunes a las 22. En el 2000 fue columnista del programa El mañanero que conducía Juan Castro. En 2002 formó parte del programa Lalo bla bla de Lalo Mir.

### Columnista y conductor
Durante 2007 y 2008 fue columnista en Mañanas informales, bajo la conducción de Jorge Guinzburg, programa que se emitía por Canal 13.
En 2009 ingresó como panelista al programa 6, 7, 8, un magacín de actualidad periodística y política emitido por Canal 7. Tras el alejamiento de María Julia Oliván, 30 de enero de 2010, Galende fue el conductor del programa. En diciembre de 2012 renuncia a 6, 7, 8.
Hasta mediados de 2011, participó de los programas Tarde negra y Radio portátil, conducidos por Elizabeth La Negra Vernaci en Radio Rock & Pop. Ese mismo año condujo el magacín Viste lo que pasó, en Radio América.
Desde 2012 estuvo a cargo de la segunda mañana en Radio Nacional, y condujo el programa  Mañana más, de 18 a 20 horas, en la misma radio, programa ganador del premio Eter 2014 en la categoría Mejor Programa de Radio en AM. En febrero de 2016 fue despedido de Radio Nacional, tras asumir Mauricio Macri como presidente.
En la actualidad conduce un programa de radio llamado 'Lucho y Vuelve Repatriado', que se emite por FM La Patriada (lunes a viernes de 13 a 15). 
Los sábados conduce junto a Valeria Ruiz 'Lucho y Vuelve', de 10 a 13 por radio caput.   [./Http://radiocaput.com/ http://radiocaput.com/]
A partir de 2020 conduce el programa 'Quien dijo que es tarde' de Radio 10, de 17 a 20.
Desde 2022, conduce 'SIC, Periodismo textual', programa de investigación periodística junto a Úrsula Vargues por la señal estatal Televisión Pública.
En Radio 10, conduce el programa 20-24, junto a Carlos Barragán y Florencia Ibáñez. Tiene un equipo rotativo de columnistas.